# Stroud (Oklahoma)
Stroud è una città situata tra le contee di Creek e Lincoln, Oklahoma, Stati Uniti. Al censimento del 2010, la popolazione era di 2 690 abitanti.

## Geografia fisica
Secondo lo United States Census Bureau, ha un'area totale di 12,5 mi² (32,37 km²).

## Società

### Evoluzione demografica
Secondo il censimento del 2010, la popolazione era di 2 690 abitanti.

### Etnie e minoranze straniere
Secondo il censimento del 2010, la composizione etnica della città era formata dall'83,5% di bianchi, il 2,5% di afroamericani, l'8,0% di nativi americani, lo 0,3% di asiatici, lo 0,0% di oceanici, lo 0,9% di altre razze, e il 4,9% di due o più etnie. Ispanici o latinos di qualunque razza erano il 2,7% della popolazione.